# Synagoge Schewtschenko-Straße (Uman)

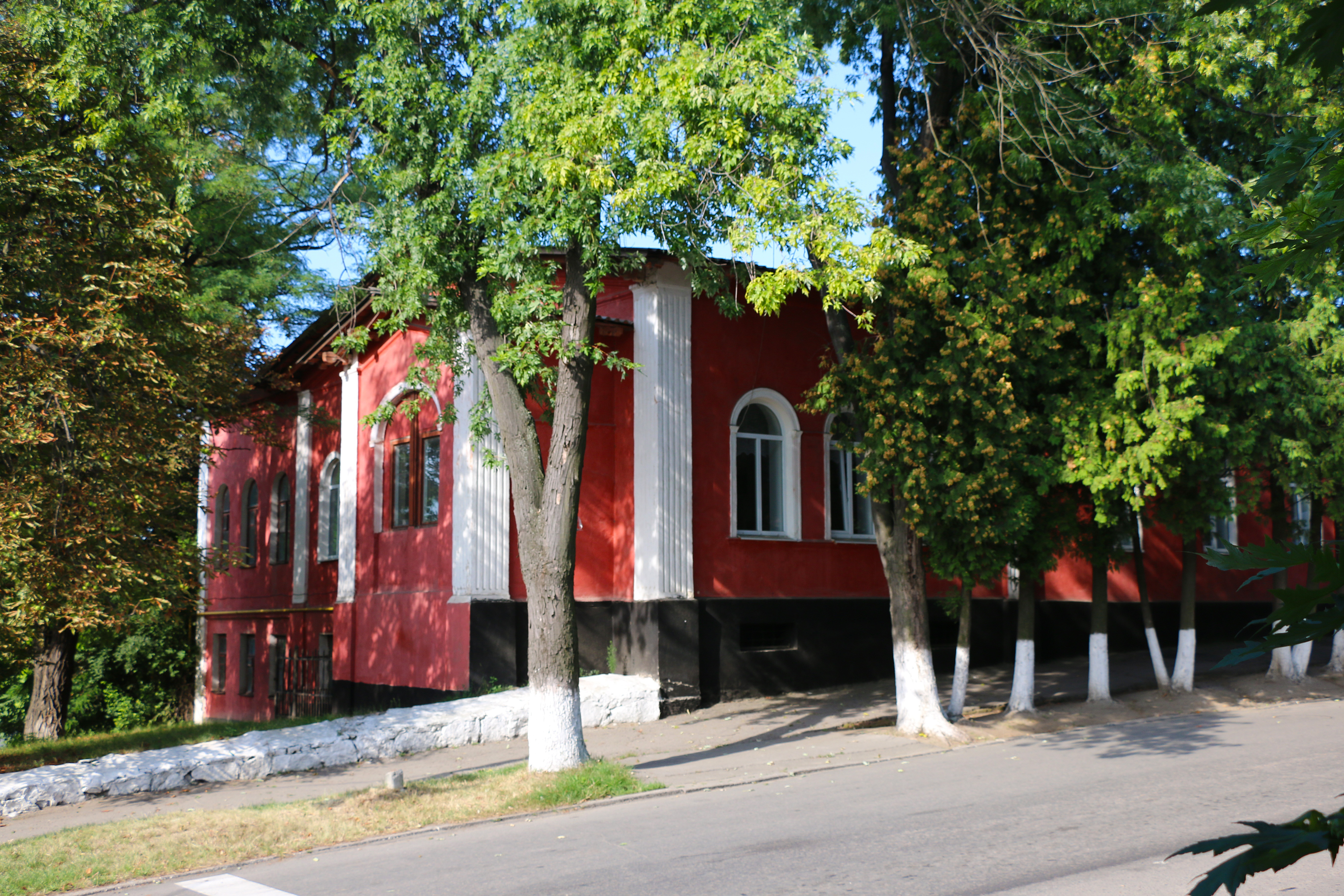
Synagoge in Uman (2016)

Die Synagoge in Uman, einer Stadt in der zentralukrainischen Oblast Tscherkassy, wurde im 19. Jahrhundert errichtet. Die profanierte Synagoge an der Schewtschenko-Straße 1 ist ein geschütztes Kulturdenkmal.
Die Synagoge war Anfang des 20. Jahrhunderts eine von vier großen Synagogen in der Stadt. Sie wurde Mitte der 1930er Jahre vom russischen Staat geschlossen und diente danach als Lager für Torarollen geschlossener Synagogen der Region.